# کلارس د ریبتا
کلارس د ریبتا (به اسپانیایی: Clarés de Ribota) یک دهستان در اسپانیا است که در استان ساراگوسا واقع شده‌است. کلارس د ریبتا ۱۸ کیلومتر مربع مساحت و ۱۰۱ نفر جمعیت دارد.